# 行政院性別平等會
行政院性別平等會，簡稱性平會，為行政院所屬機關，工作主要為推動《消除對婦女一切形式歧視公約》、落實性別平等政策綱領、推動性別主流化、國際參與及地方培力。

## 歷史
- 1997年5月6日，行政院成立任務編組「行政院婦女權益促進委員會」（Committee of Women's Rights Promotion, Executive Yuan）。
- 2009年3月8日國際婦女節，中華民國總統馬英九宣示積極研議設置性別平等專責機制，行政院組織改造規劃於行政院設立「性別平等處」。
- 2011年12月19日，行政院頒布《性別平等政策綱領》。
- 2012年1月1日，行政院成立「行政院性別平等處」（Department of Gender Equality, Executive Yuan），行政院婦女權益促進委員會擴大為「行政院性別平等會」（Gender Equality Committee, Executive Yuan）；行政院性別平等處擔任行政院性別平等會之幕僚工作，首任處長黃碧霞，下設綜合規劃科、權益促進科、權利保障科、推廣發展科，員額40人。同日，《消除對婦女一切形式歧視公約施行法》施行，主管機關為行政院性別平等處[2]。

## 外部連結
- 行政院性別平等會